# Мартиненго
Мартинѐнго (на италиански: Martinengo; на ломбардски: Martenench, Мартененк) е град и община в Северна Италия, провинция Бергамо, регион Ломбардия. Разположен е на 149 m надморска височина. Населението на общината е 10 585 души (към 2013 г.).